# Serris
Serris é uma comuna francesa localizada na região administrativa da Ilha de França, no departamento Sena e Marne. A comuna possui 8 369 habitantes segundo o censo de 2014.